# Kyst til Kyst Stien

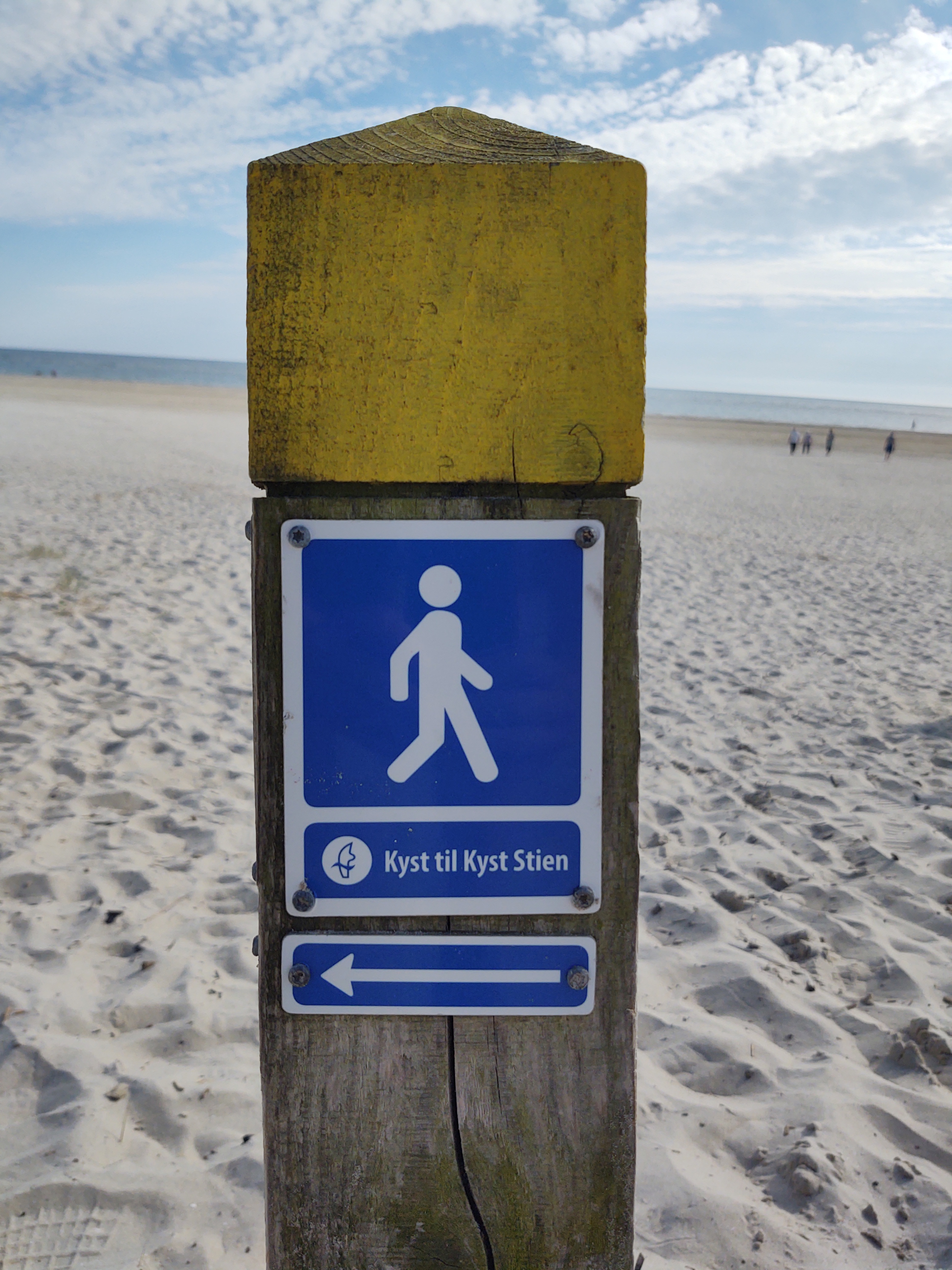
Kyst til Kyst Stien

De Kyst til Kyst Stien (Van-kust-tot-kustpad) is een gemarkeerd langeafstandswandelpad in Denemarken in Jutland. De blauw bewegwijzerde route is 140 kilometer lang en doorkruist Jutland van kust tot kust, van Vejle tot Blåvandshuk.